# Teatre de Sarrià
El Teatre de Sarrià és una sala d'espectacles dependent del Centre Parroquial Sant Vicenç de Sarrià. Està catalogada com a bé amb elements d'interès (categoria C).
L'edifici, inaugurat l'1 de gener de 1907, s'ubica en l'interior d'una illa de cases entre el carrer Major de Sarrià i el carrer Pare Miquel de Sarrià, de Barcelona. Al carrer Major de Sarrià, núm. 117, es troba l'edifici vell del Centre i l'entrada històrica del teatre, mentre que al carrer Pare Miquel de Sarrià, núm. 8, hi ha l'edifici modern del Centre i l'accés actual al teatre.

## Història
Els precedents se'n remunten a les representacions que, des del 1897, es feien a l'Acadèmia Josefina al carrer Major de Sarrià 147. Aquesta institució va ser fundada l'any anterior pel rector de la parròquia de Sant Vicenç de Sarrià, i els socis de la qual feien obres de teatre: la primera fou El mestre de minyons de Josep Feliu i Codina.
L'èxit de les representacions va aconsellar de cercar-ne un local amb millors condicions. Els locals van ésser, successivament, a Can Soler (carrer de Graus 12), al carrer d'Ivorra núm. 1, i, i finalment, a la seu actual, on l'acadèmia es traslladà en 1905, com tants de teatres de Barcelona, per iniciativa dels veïns i la generositat de la família Mumbrú que va cedir la cort d'animal de la seva masia. L'acció veïnal que va caracteritzar tota la vida l'equip cultural, una primera vegada el 1943 quan hi havia un risc de confiscació per les forces franquistes i una segona vegada per realitzar la indispensable modernització a principi del segle xxi.
El primer edifici teatral s'inaugurà l'any 1907 amb la primera representació de L'estel de Natzaret a Sarrià. Com a teatre de l'entitat, llavors anomenada Institut de Sant Josep, acollia les representacions dels grups propis, vetllades poètiques, musicals, actes cívics i de formació religiosa.
L'any 1919 l'Institut esdevé Orfeó Sarrianenc. S'enderrocà l'antic teatre per a construir-ne un de nou. Jacint Torner, mestre d'obres sarrianenc, construí un teatre a la italiana (inspirat en el Teatre Romea de Barcelona) amb platea, amfiteatre i un segon pis més petit i una caixa escènica amb soterrani i tres pisos. Fins al 1936, l'activitat del teatre fou continuada, tant en el vessant escènic com musical, ja que acollia les actuacions de l'Orfeó, i cívica. En esclatar la guerra, el conjunt fou confiscat per les Joventuts Llibertàries i esdevingué la seu de L'Ateneu Pro-Cultura Avanti. L'arxiu i altres bens mobles es van cremar. Les activitats que es dugueren a terme al teatre des d'aquell moment foren reunions sindicals, conferències sobre la nova societat revolucionària, actes d'homenatge a lluitadors caiguts al front.

### Després de 1939
Després de la guerra civil espanyola, el nou règim intentà confiscar el local i el patrimoni de l'Orfeó Sarrianenc i només la intervenció de la parròquia de Sant Vicenç de Sarrià i d'un grup de sarrianencs notables aturà l'espoli, comprant el local i pagant-ne els deutes pendents al constructor. Des de 1943, l'Orfeó passar a denominar-se Centre Parroquial de Sant Vicenç de Sarrià; el cor i el quadre escènic continuaren l'activitat, basada en la sarsuela, el teatre clàssic i, per Nadal, L'estel de Natzaret.

El 1955 s'hi creà l'Esbart Sarrià (avui Ballet Folklòric Sarrià - Esbart Sarrià). S'hi representaren grans obres clàssiques i modernes i festivals de dansa tradicional i folklòrica. 

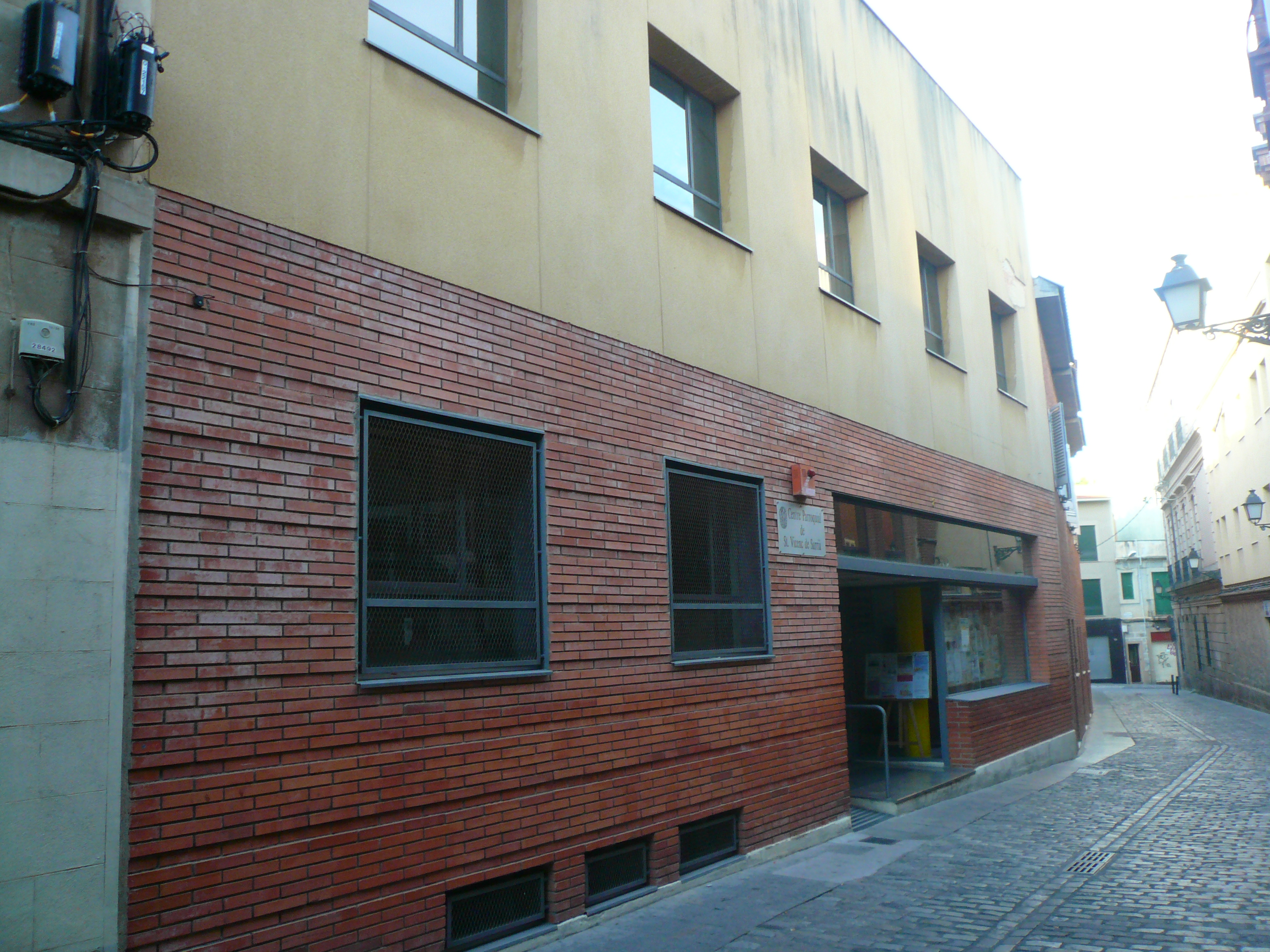
Edifici nou del Centre Parroquial

 El 1984 s'instal·laren a la platea les butaques de l'enderrocat Cine Spring al passeig de la Bonanova. S'augmenta l'espai de l'escenari, sacrificant el fossar i la música en viu. El 1986, el quadre escènic de l'entitat es convertí en l'Elenc Teatral J.V. Foix, impulsor de la Mostra de Teatre de Sarrià. El 1987 es creà La Bambolina Negra, grup de teatre que representà durant anys Jesucrist Superstar, a més d'altres obres, i el 2010 Iusi Teatre, actualment La Fresca, una altra companyia teatral.

### Reforma i reobertura (2001-2015)
El 2001, el teatre fou precintat per excés de soroll. Reobert el desembre del mateix any, van començar-hi algunes actuacions de reforma per incrementar-ne la seguretat.
L'any 2007 va significar l'inici d'una nova etapa amb la celebració del centenari de la presència de L'estel de Natzaret a Sarrià i la recuperació del fossar per als músics. L'any 2010 es va presentar el projecte de reforma, dirigit per l'arquitecte Fernando Ramos. S'executà en tres fases: del juny de 2011 al gener de 2012 es fa la remodelació de la caixa escènica; del juliol al desembre de 2013, la primera actuació sobre la sala, i del juliol al desembre de 2014, la fase final a la sala. El teatre renovat s'inaugurà amb una gala operística el 17 de gener de 2015.
Acull activitats d'entitats i escoles, i realitza una programació pròpia estructurada en cicles de teatre i dansa, de música, d'òpera i sarsuela, de documentals cinematogràfics i d'espectacles familiars. El 2015, els Amics de l'Òpera de Sarrià presenten una primera temporada d'òpera de cambra amb quatre títols i voluntat de continuïtat.